# Давидківський ботанічний заказник
Дави́дківський зака́зник — ботанічний заказник місцевого значення в Україні, водно-болотний масив. Розташований неподалік від східної околиці села Давидківці Чортківського району Тернопільської області. 
Площа 9,5 га. Статус присвоєно згідно з рішенням виконкому Тернопільської обласної ради від 26 грудня 1983 року № 496 зі змінами, затвердженими її рішенням від 27 квітня 2001 року, № 238. Перебуває у віданні Давидківської сільської ради. 
Статус присвоєно для збереження типових лучно-болотних фітоценозів.